# Costuleni (Ungheni)
Costuleni è un comune della Moldavia situato nel distretto di Ungheni di 3.111 abitanti al censimento del 2004.

## Sport

### Calcio
La squadra principale della città è il Costuleni.